# Adolf Chloupek
Adolf Chloupek (29. dubna 1914 Mešovice – 26. května 1945 Straubing) byl český důstojník, pedagog a oběť nacismu.

## Život
Adolf Chloupek se narodil 29. dubna 1914 v Mešovicích na Znojemsku v rodině zemědělce Ondřeje Chloupka a Františky, rozené Šálkové. Prezenční vojenskou službu absolvoval mezi lety 1936 a 1938, během ní vystudoval školu pro důstojníky v záloze, kam odešel v hodnosti podporučíka. Následně působil jako odborný učitel na měšťanské škole v Heřmanči. Oženil se s Karolinou Makovičkovou, manželům se v roce 1940 narodila dvojčata Marcela a Eva. Po Německá okupace Čech, Moravy a Slezska v březnu 1939 vstoupil do protinacistického odboje v organizaci Obrana národa, konkrétně ve skupině Dačice. Úkolem skupiny bylo v případě protiněmeckého povstání zajistit státní hranice v prostoru Slavonice, konkrétním posláním Adolfa Chloupka byla organizace a velení čety v Radlicích, Volfířově a Dolních Němčicích. Poprvé zatčen gestapem byl 20. června 1941 v Radlicích, kde bydlel. Vzhledem k dobré znalosti němčiny na něj byl vyvíjen tlak, aby se stal placeným konfidentem, což rázně odmítl. Byl držen v Brně a v prosinci 1941 propuštěn. Podruhé byl zatčen 17. října 1942 a odtransportován do Breslau, kde byl 6. ledna 1943 za přípravu k velezradě odsouzen k šesti letům vězení. Po vynesení rozsudku byl převezen do Vídně a zřejmě 9. března 1943 do Straubingu. V květnu 1945 byl ve zdejší vězeňské nemocnici hospitalizován s katarem průdušek a zánětem pohrudnice. Svému onemocnění a následkům dlouholetého věznění podlehl 26. května 1945. Pohřben byl v hromadném hrobě na hřbitově Waldfriedhof ve Straubingu.

## Posmrtná ocenění
- Adolfu Chloupkovi byl v roce 1946 in memoriam udělen Československý válečný kříž 1939[3]